# Reginald Blomfield
Pour les articles homonymes, voir Blomfield.
Reginald Théodore Blomfield, né le 20 décembre 1856 et mort le 27 décembre 1942, est un architecte britannique, concepteur de jardins et auteur de l'époque édouardienne.

## Biographie
Reginald Blomfield est né au presbytère de Bow, dans le Devon, où son père est prêtre anglican.

## Réalisations

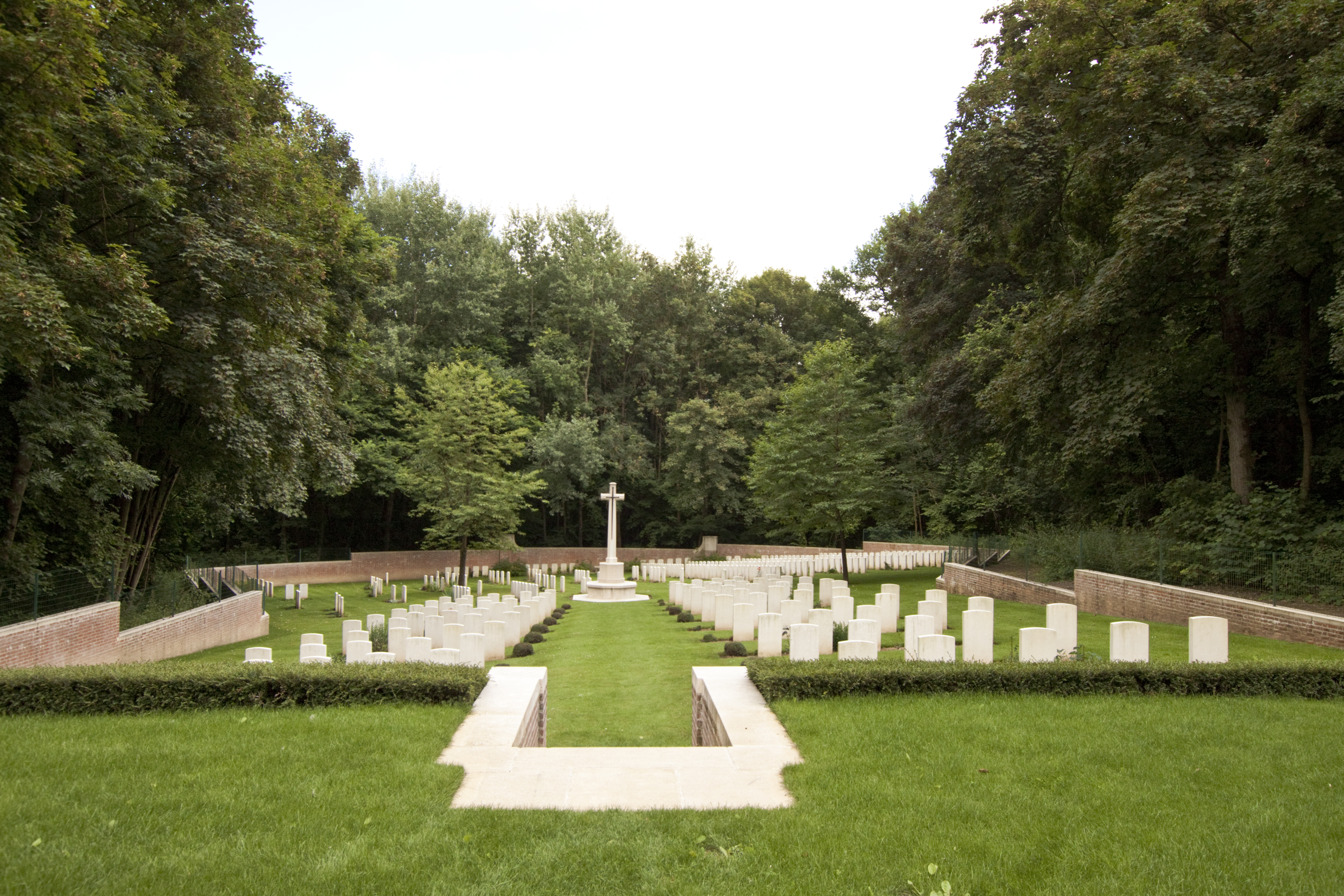
Aveluy Wood Cemetery.

On lui doit notamment l'église-mémorial Saint-Georges et le grandiose arc de triomphe appelé Porte de Menin édifiés à Ypres en Belgique, tous deux monuments à la mémoire des soldats britanniques morts sur les champs de bataille de l'Yser durant la Première Guerre mondiale.
Il est également l'auteur de la chapelle du cimetière militaire anglais de Saint-Sever à Rouen.
À Londres, il est l’architecte du 4 Carlton House Gardens .
En France, il est l'architecte de plusieurs cimetières militaires dont  le Point-du-Jour Military Cemetery  à Athies (Pas-de-Calais), le Bois-Carré British Cemetery à Thélus (Pas-de-Calais), et le Aveluy Wood Cemetery à Mesnil-Martinsart (Somme).

## Publications
- (en) A History of Renaissance architecture in England, 1500-1800 ... with drawings by the author and other illustrations, Londres, G. Bell, 1897, 2 vol.
- (en) A History of French architecture from the death of Mazarin till the death of Louis XV, 1661-1774, Londres, G. Bell, 1921, 2 vol.
- (en) Memoirs of an architect, Londres, MacMillan, 1932, XIII-314 p.